# Policja sądowa

Naszywka na kołnierzu munduru funkcjonariuszy policji sądowej

Treść tego artykułu od 2019-12 należy opracować w taki sposób, aby nie uwypuklała nadmiernie polskiej specyfiki / aby nie zawężała się tylko do polskich warunków
 Po wyeliminowaniu niedoskonałości należy usunąć szablon {{Dopracować}} z tego artykułu.

Naszywka na ramieniu munduru funkcjonariuszy policji sądowej

Policja sądowa – wchodząca w skład Policji państwowa służba mundurowa, której zadaniem jest zapewnianie prawidłowego przebiegu postępowania karnego. Policja sądowa działa na podstawie ustawy z dnia 6 kwietnia 1990 r. o Policji (Dz.U. z 2023 r. poz. 171) i rozporządzenia Ministra Spraw Wewnętrznych i Administracji z dnia 16 sierpnia 2007 r. w sprawie szczegółowego zakresu zadań i zasad organizacji policji sądowej (Dz.U. z 2007 r. nr 155, poz. 1093). Policja sądowa została powołana rozporządzeniem Ministra Spraw Wewnętrznych z dnia 4 kwietnia 1996 r. w sprawie szczegółowego zakresu zadań i zasady organizacji policji sądowej (Dz.U. z 1996 r. nr 42, poz. 186).
Policja sądowa jest uprawniona do ochrony jedynie sądów powszechnych, wojewódzkich sądów administracyjnych, Naczelnego Sądu Administracyjnego i Sądu Najwyższego, z wyłączeniem Izby Wojskowej tego Sądu oraz powszechnych jednostek organizacyjnych prokuratury.
Do szczegółowego zakresu zadań policji sądowej należy:
1. ochrona bezpieczeństwa i porządku publicznego w budynkach sądów oraz prokuratur;
2. ochrona życia i zdrowia sędziów, asesorów i ławników sądów powszechnych, prokuratorów powszechnych jednostek organizacyjnych prokuratury oraz innych osób, w związku z wykonywaniem przez nich czynności wynikających z realizacji zadań wymiaru sprawiedliwości;
3. wykonywanie czynności procesowych zlecanych przez sąd lub prokuratora;
4. wykonywanie zarządzeń porządkowych sądu, wydawanych w celu uniemożliwienia zachowania zakłócającego porządek rozprawy lub godzącego w powagę sądu;
5. konwojowanie i doprowadzanie osób na polecenie sądu, prokuratora i właściwego komendanta Policji;
6. ochrona pomieszczeń dla osób konwojowanych lub doprowadzonych do czynności procesowych, usytuowanych w sądach i prokuraturach, w celu uniemożliwienia samowolnego oddalenia się osób tam umieszczonych, bezprawnego wtargnięcia osób postronnych oraz zapobieżenia innym zdarzeniom niebezpiecznym w skutkach dla bezpieczeństwa i porządku publicznego albo zagrażającym uszkodzeniem lub utratą chronionego mienia.

Policja sądowa jest usytuowana w strukturze organizacyjnej komend wojewódzkich Policji. Komórki organizacyjne policji sądowej mogą być także tworzone dla kilku sądów lub prokuratur, jeżeli jest to uzasadnione ich usytuowaniem i potrzebą zapewnienia efektywności działania. Zasięg terytorialny oraz siedziby komórek organizacyjnych policji sądowej ustalają komendanci wojewódzcy Policji lub Komendant Stołeczny Policji, w porozumieniu z właściwymi prezesami sądów i prokuratorami. Pomieszczenia policji sądowej znajdują się w budynkach sądów, prokuratur lub w budynkach jednostek organizacyjnych Policji.
W realizacji swoich zadań policja sądowa współdziała z pracownikami sądów i prokuratur, Służbą Więzienną i specjalistycznymi uzbrojonymi formacjami ochronnymi realizującymi fizyczną i techniczną ochronę budynków, w których mieszczą się sądy i prokuratury. Sposób współdziałania określa porozumienie zawarte pomiędzy właściwym komendantem wojewódzkim Policji lub Komendantem Stołecznym Policji a prezesem sądu okręgowego (apelacyjnego), wojewódzkiego sądu administracyjnego lub prokuratorem okręgowym (apelacyjnym), a w odniesieniu do Sądu Najwyższego i Naczelnego Sądu Administracyjnego – z Pierwszym Prezesem Sądu Najwyższego lub Prezesem Naczelnego Sądu Administracyjnego. Ww. prezesi i prokuratorzy kierują do właściwego komendanta wojewódzkiego Policji lub Komendanta Stołecznego Policji wnioski i opinie dotyczące zagrożeń dla życia i zdrowia osób lub bezpieczeństwa i porządku publicznego w sądach i prokuraturach, wykonywania zadań policji sądowej oraz współdziałania.
Koszty związane z utrzymaniem oraz wyposażeniem pomieszczeń policji sądowej znajdujących się w budynkach sądów lub prokuratur ponosi właściwy sąd lub właściwa prokuratura.
 Artykuł uwzględnia ograniczony pod względem terytorialnym stan prawny na 12 listopada 2007. Zapoznaj się z zastrzeżeniami dotyczącymi pojęć prawnych w Wikipedii.